# Polhané Sönam Topgyé
Polhané Sönam Topgyé (tibétain : ཕོ་ལྷ་ནས་བསོད་ནམས་སྟོབས་རྒྱས, Wylie : pho lha nas bsod nams stobs rgyas 1689 - 12 mars 1747) est un homme politique tibétain. Il est kalön du Kashag de 1728 à 1747. Il est également roi du comté du Tibet (zh).